# Ciclismo nos Jogos Olímpicos de Verão de 2024 - Corrida em estrada feminina
A prova da corrida em estrada feminina do ciclismo nos Jogos Olímpicos de Verão de 2024 ocorreu em 4 de agosto de 2024 num percurso iniciado e finalizado no Trocadéro, em Paris. Um total de 92 ciclistas de 56 Comitês Olímpicos Nacionais (CON) participaram do evento.

## Qualificação
Cada CON poderia inscrever até quatro ciclistas na corrida em estrada feminina. Todas as vagas foram atribuídas aos CONs, que selecionou as ciclistas a competir. Havia um total de 90 vagas disponíveis para a prova, que foram alocadas prioritariamente através do Ranking Mundial da União Ciclística Internacional (UCI):
- Ranking Mundial da UCI: Os cinco primeiros CONs qualificaram quatro ciclistas cada, os classificados do 6º ao 10º lugar qualificaram três ciclistas cada,  do 11º ao 20º lugar duas ciclistas cada, e do 21º ao 45º uma ciclista cada um;
- Campeonato Mundial de 2023: os melhores CONs ainda não classificados ganharam uma vaga;
- Campeonatos continentais (África, Ásia e Américas): os dois melhores CONs dos três continentes, que ainda não tinham nenhum classificado, ganharam as vagas;
- Campeonato Mundial de 2024: o melhor CON ainda não classificado ganhou uma vaga;
- Convite: três ciclistas não classificadas receberam uma vaga cada.
- Realocação: duas vagas não utilizadas foram realocadas para CONs ainda não classificados.

## Formato
A corrida em estrada é realizada com uma largada em massa e disputada em apenas um dia, com 158 km de percurso total e 1700 m de ganho vertical. A corrida se iniciou no Trocadéro e passou por Versalhes e Auffargis e depois voltou para Paris, com duas voltas pela cidade e três subidas na Montmartre até retornar novamente para o Trocadéro.

## Calendário
Horário local (UTC+2)
| Dia                 | Horário | Fase  |
| ------------------- | ------- | ----- |
| 4 de agosto de 2024 | 14:00   | Final |

## Medalhistas
| Ouro   | USA Kristen Faulkner |
| Prata  | NED Marianne Vos     |
| Bronze | BEL Lotte Kopecky    |

## Resultados
As primeiras a completar o percurso de 158 km conquistam as medalhas.

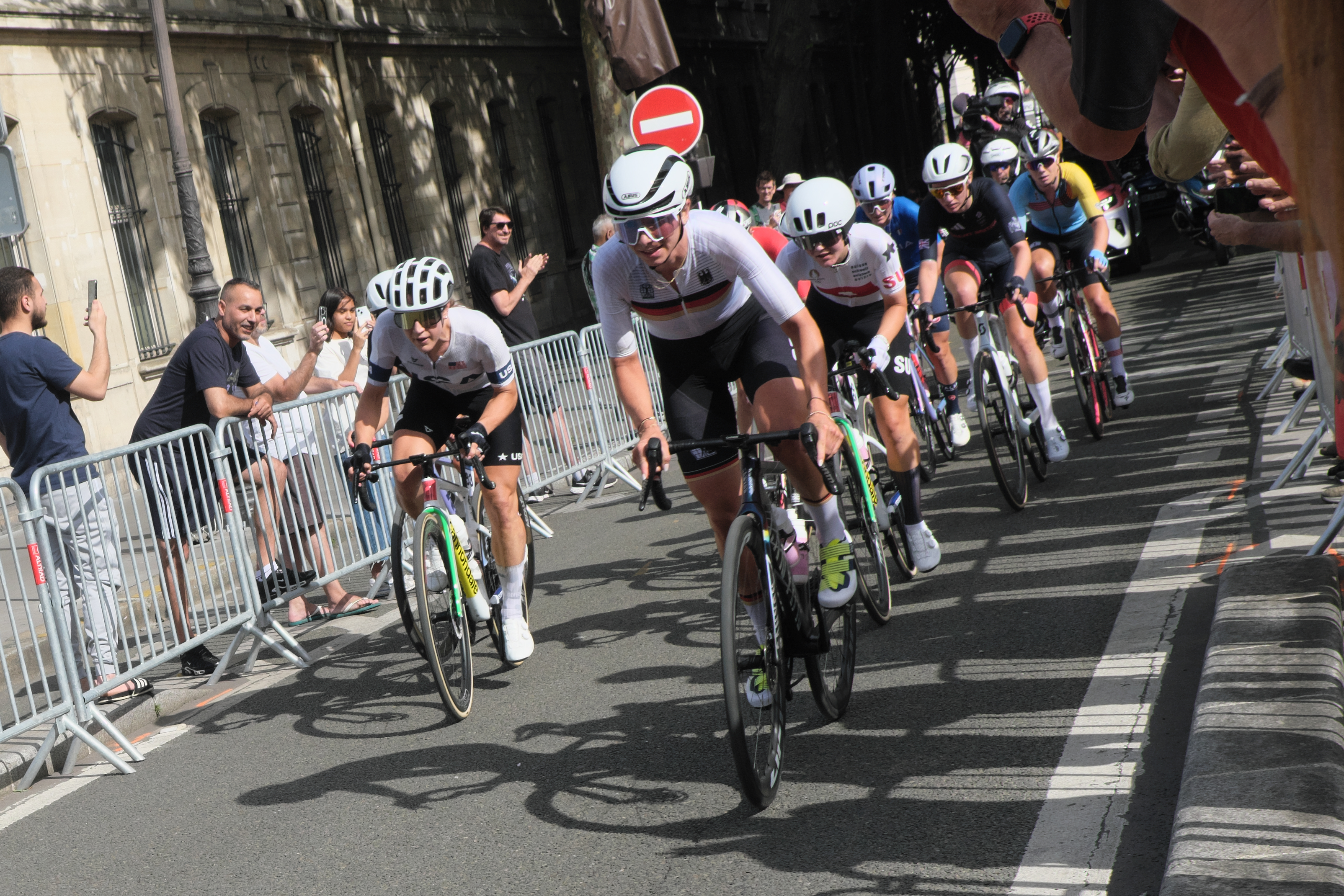
Primeiro pelotão durante passagem pela rua Louis-Blanc, em Paris

| Pos.              | Bib | Ciclista                 | CON                               | Tempo   | Dif.   |
| ----------------- | --- | ------------------------ | --------------------------------- | ------- | ------ |
| Medalha de ouro   | 33  | Kristen Faulkner         | USA Estados Unidos                | 3:59:23 |        |
| Medalha de prata  | 9   | Marianne Vos             | NED Países Baixos                 | 4:00:21 | +58    |
| Medalha de bronze | 3   | Lotte Kopecky            | BEL Bélgica                       | 4:00:21 | +58    |
| 4                 | 73  | Blanka Vas               | HUN Hungria                       | 4:00:21 | +58    |
| 5                 | 29  | Pfeiffer Georgi          | GBR Grã-Bretanha                  | 4:00:44 | +1:21  |
| 6                 | 35  | Mavi García              | ESP Espanha                       | 4:00:46 | +1:23  |
| 7                 | 26  | Noemi Rüegg              | SUI Suíça                         | 4:01:27 | +2:04  |
| 8                 | 16  | Katarzyna Niewiadoma     | POL Polônia                       | 4:02:07 | +2:44  |
| 9                 | 13  | Elisa Longo Borghini     | ITA Itália                        | 4:02:28 | +3:05  |
| 10                | 15  | Marta Lach               | POL Polônia                       | 4:02:50 | +3:27  |
| 11                | 10  | Lorena Wiebes            | NED Países Baixos                 | 4:02:54 | +3:31  |
| 12                | 28  | Lizzie Deignan           | GBR Grã-Bretanha                  | 4:02.57 | +3:34  |
| 13                | 30  | Anna Henderson           | GBR Grã-Bretanha                  | 4:02:57 | +3:34  |
| 14                | 71  | Caroline Andersson       | SWE Suécia                        | 4:02:57 | +3:34  |
| 15                | 32  | Chloé Dygert             | USA Estados Unidos                | 4:03:03 | +3:40  |
| 16                | 37  | Liane Lippert            | GER Alemanha                      | 4:03:27 | +4:04  |
| 17                | 53  | Christine Majerus        | LUX Luxemburgo                    | 4:04:23 | +5:00  |
| 18                | 24  | Elise Chabbey            | SUI Suíça                         | 4:04:23 | +5:00  |
| 19                | 45  | Alison Jackson           | CAN Canadá                        | 4:04:23 | +5:00  |
| 20                | 78  | Rasa Leleivytė           | LTU Lituânia                      | 4:04:23 | +5:00  |
| 21                | 51  | Ingvild Gåskjenn         | NOR Noruega                       | 4:04:23 | +5:00  |
| 22                | 22  | Lauretta Hanson          | AUS Austrália                     | 4:04:23 | +5:00  |
| 23                | 21  | Grace Brown              | AUS Austrália                     | 4:04:23 | +5:00  |
| 24                | 4   | Justine Ghekiere         | BEL Bélgica                       | 4:04:23 | +5:00  |
| 25                | 12  | Elena Cecchini           | ITA Itália                        | 4:04:23 | +5:00  |
| 26                | 77  | Eri Yonamine             | JPN Japão                         | 4:04:23 | +5:00  |
| 27                | 18  | Victoire Berteau         | FRA França                        | 4:04:23 | +5:00  |
| 28                | 2   | Christina Schweinberger  | AUT Áustria                       | 4:04:23 | +5:00  |
| 29                | 41  | Cecilie Uttrup Ludwig    | DEN Dinamarca                     | 4:04:23 | +5:00  |
| 30                | 50  | Marte Berg Edseth        | NOR Noruega                       | 4:04:23 | +5:00  |
| 31                | 43  | Niamh Fisher-Black       | NZL Nova Zelândia                 | 4:04:23 | +5:00  |
| 32                | 38  | Antonia Niedermaier      | GER Alemanha                      | 4:04:23 | +5:00  |
| 33                | 48  | Ashleigh Moolman Pasio   | RSA África do Sul                 | 4:04:23 | +5:00  |
| 34                | 8   | Demi Vollering           | NED Países Baixos                 | 4:04:23 | +5:00  |
| 35                | 63  | Megan Armitage           | IRL Irlanda                       | 4:06:58 | +7:35  |
| 36                | 64  | Julia Kopecký            | CZE Chéquia                       | 4:07:00 | +7:37  |
| 37                | 49  | Anniina Ahtosalo         | FIN Finlândia                     | 4:07.04 | +7:41  |
| 38                | 19  | Audrey Cordon-Ragot      | FRA França                        | 4:07.04 | +7:41  |
| 39                | 23  | Ruby Roseman-Gannon      | AUS Austrália                     | 4:07:12 | +7:49  |
| 40                | 36  | Franziska Koch           | GER Alemanha                      | 4:07:16 | +7:53  |
| 41                | 81  | Daniela Campos           | POR Portugal                      | 4:07:16 | +7:53  |
| 42                | 59  | Eugenia Bujak            | SLO Eslovênia                     | 4:07:16 | +7:53  |
| 43                | 6   | Margot Vanpachtenbeke    | BEL Bélgica                       | 4:07:16 | +7:53  |
| 44                | 44  | Olivia Baril             | CAN Canadá                        | 4:07:16 | +7:53  |
| 45                | 17  | Agnieszka Skalniak-Sójka | POL Polônia                       | 4:07:16 | +7:53  |
| 46                | 20  | Juliette Labous          | FRA França                        | 4:07:16 | +7:53  |
| 47                | 61  | Tamara Dronova           | AIN Atletas Individuais Neutros   | 4:07:16 | +7:53  |
| 48                | 46  | Arlenis Sierra           | CUB Cuba                          | 4:07:16 | +7:53  |
| 49                | 39  | Emma Norsgaard           | DEN Dinamarca                     | 4:07:16 | +7:53  |
| 50                | 52  | Paula Patiño             | COL Colômbia                      | 4:07:16 | +7:53  |
| 51                | 54  | Yanina Kuskova           | UZB Uzbequistão                   | 4:07:16 | +7:53  |
| 52                | 1   | Anna Kiesenhofer         | AUT Áustria                       | 4:07:16 | +7:53  |
| 53                | 5   | Julie Van de Velde       | BEL Bélgica                       | 4:07:21 | +7:58  |
| 54                | 11  | Elisa Balsamo            | ITA Itália                        | 4:07:39 | +8:16  |
| 55                | 14  | Silvia Persico           | ITA Itália                        | 4:07:39 | +8:16  |
| 56                | 42  | Kim Cadzow               | NZL Nova Zelândia                 | 4:08:14 | +8:51  |
| 57                | 25  | Elena Hartmann           | SUI Suíça                         | 4:08:14 | +8:51  |
| 58                | 7   | Ellen van Dijk           | NED Países Baixos                 | 4:08:14 | +8:51  |
| 59                | 60  | Urša Pintar              | SLO Eslovênia                     | 4:08:14 | +8:51  |
| 60                | 57  | Catalina Soto            | CHI Chile                         | 4:09:49 | +10:26 |
| 61                | 70  | Hanna Tserakh            | AIN Atletas Individuais Neutros   | 4:10:18 | +10:55 |
| 62                | 66  | Antri Christoforou       | CYP Chipre                        | 4:10:20 | +10:57 |
| 63                | 34  | Mireia Benito            | ESP Espanha                       | 4:10:20 | +10:57 |
| 64                | 65  | Lee Sze Wing             | HKG Hong Kong                     | 4:10:47 | +11:24 |
| 65                | 27  | Linda Zanetti            | SUI Suíça                         | 4:10:47 | +11:24 |
| 66                | 75  | Jelena Erić              | SRB Sérvia                        | 4:10:47 | +11:24 |
| 67                | 69  | Yuliia Biriukova         | UKR Ucrânia                       | 4:10:47 | +11:24 |
| 68                | 82  | Vera Looser              | NAM Namíbia                       | 4:10:47 | +11:24 |
| 69                | 83  | Anastasia Carbonari      | LAT Letônia                       | 4:10:47 | +11:24 |
| 70                | 55  | Olga Zabelinskaya        | UZB Uzbequistão                   | 4:10:47 | +11:24 |
| 71                | 79  | Nora Jenčušová           | SVK Eslováquia                    | 4:10:47 | +11:24 |
| 72                | 62  | Alena Ivanchenko         | AIN Atletas Individuais Neutros   | 4:10:47 | +11:24 |
| 73                | 80  | Nguyễn Thị Thật          | VIE Vietnã                        | 4:10:47 | +11:24 |
| 74                | 68  | Ana Vitória Magalhães    | BRA Brasil                        | 4:10:47 | +11:24 |
| 75                | 90  | Fariba Hashimi           | AFG Afeganistão                   | 4:10:47 | +11:24 |
| 76                | 40  | Rebecca Koerner          | DEN Dinamarca                     | 4:12:22 | +12:59 |
| 77                | 85  | Rotem Gafinovitz         | ISR Israel                        | 4:13:42 | +14:19 |
| 78                | 67  | Phetdarin Somrat         | THA Tailândia                     | 4:13:42 | +14:19 |
| —                 | 47  | Tiffany Keep             | RSA África do Sul                 | DNF     | DNF    |
| —                 | 56  | Kimberley Le Court       | MRI Maurício                      | DNF     | DNF    |
| —                 | 58  | Tang Xin                 | CHN China                         | DNF     | DNF    |
| —                 | 72  | Song Min-ji              | KOR Coreia do Sul                 | DNF     | DNF    |
| —                 | 74  | Nesrine Houili           | ALG Argélia                       | DNF     | DNF    |
| —                 | 76  | Marcela Prieto           | MEX México                        | DNF     | DNF    |
| —                 | 84  | Safia Al-Sayegh          | UAE Emirados Árabes Unidos        | DNF     | DNF    |
| —                 | 86  | Milagro Mena             | CRC Costa Rica                    | DNF     | DNF    |
| —                 | 87  | Nur Aisyah Mohamad Zubir | MAS Malásia                       | DNF     | DNF    |
| —                 | 88  | Ese Ukpeseraye           | NGR Nigéria                       | DNF     | DNF    |
| —                 | 89  | Awa Bamogo               | BUR Burquina Fasso                | DNF     | DNF    |
| —                 | 91  | Yulduz Hashimi           | AFG Afeganistão                   | DNF     | DNF    |
| —                 | 92  | Diane Ingabire           | RWA Ruanda                        | DNF     | DNF    |
| —                 | 93  | Eyeru Gebru              | EOR Equipe Olímpica de Refugiados | DNF     | DNF    |